# Microsoft Lumia 950
Microsoft Lumia 950 та Microsoft Lumia 950 XL — смартфон Microsoft, офіційний випуск заплановано на 6 жовтня 2015. Lumia 950 та 950XL є відповідними наступниками випущених в 2014 році Nokia Lumia 930 і Nokia Lumia 1520 і буде одним з перших телефонів, що запускатиме Windows 10 Mobile. Телефони в першу чергу випущені для тих користувачів, що бажають флагманський пристрій, на відміну від домінуючої нині стратегії Microsoft, спрямованої на ринки, що розвиваються, з дешевими рішеннями. Очікується, що вони з’являться в листопаді 2015.

## Характеристики
Microsoft встановила 5.2-дюймовий WQHD (1440 x 2560) OLED дисплей на Lumia 950, з 3GB RAM і процесором Qualcomm Snapdragon 808. Більший 950XL постачається із більшим екраном — 5.7-дюймовим з таким самим розрішенням, як у 950, і використали потужніший процесор Snapdragon 810. Ці характеристики роблять його одним з найпотужніших телефонів Windows, на сьогоднішній день — і першим, що використовує новітні процесори компанії Qualcomm.

## Підтримка
Компанія Microsoft заявила про продовження розробкок Windows Phone, а також підтримку смартфонів Lumia — після продажу бренду Nokia.